# 차플리긴 기체
차플리긴 기체(Chaplygin gas)는 우주론에서 별난 상태 방정식
{\displaystyle p=-A/\rho ^{\alpha }},
을 만족시키는 기체다. 여기서 {\displaystyle p}는 압력, {\displaystyle \rho }는 밀도, {\displaystyle \alpha =1}이고 {\displaystyle A}는 양의 상수이다. 이름은 세르게이 차플리긴을 따왔다.
일반화된 차플리긴 기체는 {\displaystyle \alpha }를 {\displaystyle 0<\alpha \leq 1}의 상수로 일반화한 것이다.

## 같이 보기
- 암흑 유체